# Henry Fowle Durant
Pentru fondatorul Universității din California, vezi Henry Durant⁠(d).
Henry Fowle Durant (născut Henry Welles Smith; n. 20 februarie 1822, Hanover⁠(d), New Hampshire, SUA – d. 3 octombrie 1881, Wellesley⁠(d), Massachusetts, SUA) a fost un avocat și filantrop american.

## Primii ani de viață și cariera
Durant s-a născut în Hanover⁠(d), New Hampshire și a absolvit la Harvard în anul 1841. A studiat dreptul și, ulterior, a practicat în Boston. El a suferit o convertire religioasă și a devenit un predicator laic în Massachusetts și New Hampshire, practicând din 1864 până în 1875.
Durant a contribuit între unul și două milioane de dolari pentru a fonda Colegiul Wellesley⁠(d), în Wellesley⁠(d), Massachusetts.
A murit de boala Bright⁠(d), la vârsta de 59 de ani.